# Mark 4
Mark 4 foi uma linha de bombas de fissão dos Estados Unidos da América, como que na Segunda Guerra Mundial o Fat Man foi a  bomba com maior poder, os projetos seguintes como este a W5 e a Mark 6, foram todos projetos semelhantes  ao Fat Man, alguns variantes destes projetos eram tão parecidos com ele que foram considerados replicas quase perfeitas do Fat.
Este projeto tinha o mesmo tamanho a componentes (urânio e plutônio) do material físsil de um Mark 3(Fat), mas aplicaram técnicas mais modernas para facilitar a produção em massa. O Mark 4 tinha 1,5 m de diâmetro e 128 polegadas (3,3 m) de comprimento, as mesmas dimensões de base do Mark 3. Pesava pouco mais de 4900 kg.
Além de ser mais fácil de fabricar, o Mark 4 introduziu o conceito de inserção no voo ou IFI, um conceito de segurança de armas que foi usado para um número de anos. Uma bomba IFI tem manual ou mecânico de montagem, que mantém o núcleo nuclear armazenados fora da bomba até certo ponto antes de ser lançado no alvo. Para armar a bomba, os materiais nucleares físseis são inseridos no núcleo da bomba, que logo depois é selada e lançada.
O Mark 4 teve as potências 1, 3,5, 8, 14, 21, 22 e 31 quilotoneladas.
Em 2016, uma Mark 4 perdida desde 1950 foi localizada próximo ao litoral do Canadá. Na época, realizava-se um treinamento a bordo do bombardeiro B-36 próximo ao arquipélago de Haida Gwaii, quando subitamente a aeronave pegou fogo e a bomba a bordo teve que ser lançada ao mar.

## Referencias
- Allbombs.html nuclearweaponarchive.org

1. ↑  TNOnline. «EUA apura se artefato em forma de OVNI achado no Canadá é a bomba atômica perdida em 1950 - TNOnline.com.br». TNOnline.com.br
2. ↑  Kassam, Ashifa (4 de novembro de 2016). «Diver may have found 'lost nuke' missing since cold war off Canada coast». The Guardian (em inglês). ISSN 0261-3077